# Michail Petrowitsch Iwanow
Michail Petrowitsch Iwanow (russisch Михаил Петрович Иванов; * 20. November 1977 in Ostrow, Russische SFSR, Sowjetunion) ist ein ehemaliger russischer Skilangläufer.

## Leben
Iwanow gewann bei den Junioren-Weltmeisterschaften 1996 im italienischen Asiago Gold mit der russischen Langlaufstaffel. Er gewann danach zwei Rennen im Skilanglauf-Weltcup: am 4. März 2000 in Lahti (Finnland) den Massenstart über 30 km in der klassischen Technik und ein Jahr später in Falun (Schweden) das Rennen über 15 km klassisch.
2001 gewann er bei den Nordischen Skiweltmeisterschaften in Lahti die Bronzemedaille über 30 km klassisch.
Sein größter Erfolg ist der Gewinn der Goldmedaille über 50 km klassisch bei den Olympischen Winterspielen 2002 in Salt Lake City. Iwanow wurde jedoch erst nachträglich zum Olympiasieger ernannt, nachdem der für Spanien gestartete Johann Mühlegg nach einer positiven Dopingprobe seine Goldmedaille wieder abgeben musste.
Iwanows letztes Resultat in den Weltcup-Punkterängen war ein 26. Platz im Verfolgungsrennen in Vernon (Kanada) in der Saison 2005/2006. Seit Januar 2007 bestritt Iwanow kein Rennen im Weltcup mehr.

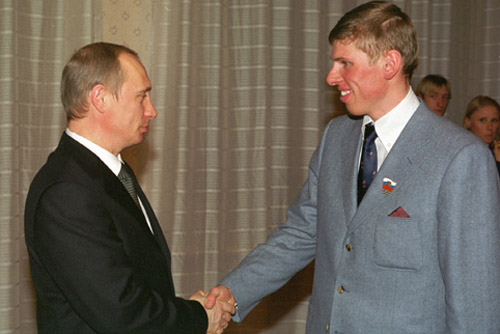
Michail Iwanow (rechts) mit Wladimir Putin beim Empfang des russischen Olympiateams 2002